# Jon Sanz
Jon Sanz Zalba (Pamplona, España, 25 de septiembre de 2000), conocido como Jon Sanz, es un jugador profesional de pádel español, que ocupa actualmente la 10.ª posición del ranking de Premier Padel. Siendo zurdo, juega siempre en la posición de drive, destacando por su agilidad y velocidad en el juego. Su pareja deportiva actualmente es Momo González.

## Carrera deportiva

### Inicios
Jon Sanz comenzó su andadura en el mundo del pádel a los 9 años, en la Ciudad Deportiva AMAYA Kirol Hiria, en Pamplona, Navarra. Empezó a competir desde los 10 años en campeonatos de España y del mundo de menores hasta 2018, logrando dos subcampeonatos de España de menores en 2012 y 2018, este último junto al gallego Ignacio Vilariño.

### Profesional
En 2022, formó pareja con Miguel Lamperti. El 3 de abril, consiguió ganar el Challenger de Getafe, al vencer en la final por 6-7, 7-5 y 6-3 a Martín Piñeiro y Javier Martínez. De esa manera consiguió ser el primer jugador navarro en ganar un torneo profesional. En octubre, se separó de Lamperti, siendo el Master de Buenos Aires su último torneo juntos. Para el tramo final de año, se unió al brasileño Lucas Campagnolo quien volvió al revés. Junto a "Campa", logró llegar a sus primeras semifinales en World Padel Tour, en el Menorca Open 2022. El 6 de noviembre, mientras Campagnolo participaba en el mundial de pádel de 2022, Jon Sanz jugó con Coki Nieto el Challenger de Torrent y consiguieron ganarlo jugando a un gran nivel, sobre todo en la final contra su excompañero Miguel Lamperti y el argentino Lucho Capra. A final de año, Campagnolo y Sanz anunciaron que no continuarían como pareja.

## Palmarés

### Premier Padel

#### Títulos
| N.º | Torneo              | Año  | Pareja     | Oponentes en la final       | Resultado       |
| --- | ------------------- | ---- | ---------- | --------------------------- | --------------- |
| 1   | Burdeos P2          | 2024 | Coki Nieto | Álex Ruiz Momo González     | 6-1 / 6-4       |
| 2   | Barcelona PP Finals | 2024 | Coki Nieto | Arturo Coello Agustín Tapia | 3-6 / 7-5 / 6-3 |

#### Finales
| N.º | Torneo       | Año  | Pareja     | Oponentes en la final       | Resultado |
| --- | ------------ | ---- | ---------- | --------------------------- | --------- |
| 1   | Finlandia P2 | 2024 | Coki Nieto | Martín Di Nenno Juan Lebrón | 5-7 / 3-6 |

### World Padel Tour

#### Finales
| N.º | Torneo        | Año  | Pareja          | Oponentes en la final            | Resultado    |
| --- | ------------- | ---- | --------------- | -------------------------------- | ------------ |
| 1   | Valencia Open | 2023 | Alejandro Galán | Martín Di Nenno Franco Stupaczuk | 3-6 / 3-6    |
| 2   | Finland Open  | 2023 | Coki Nieto      | Juan Lebrón Alejandro Galán      | 0-6 / 6-7(5) |

#### Títulos Challenger
| N.º | Torneo             | Año  | Pareja          | Oponentes en la final          | Resultado       |
| --- | ------------------ | ---- | --------------- | ------------------------------ | --------------- |
| 1   | Getafe Challenger  | 2022 | Miguel Lamperti | Martín Piñeiro Javier Martínez | 6-7 / 7-5 / 6-3 |
| 2   | Torrent Challenger | 2022 | Coki Nieto      | Miguel Lamperti Luciano Capra  | 6-1 / 6-0       |